# Siphlophis leucocephalus
Siphlophis leucocephalus är en ormart som beskrevs av Günther 1863. Siphlophis leucocephalus ingår i släktet Siphlophis och familjen snokar. Inga underarter finns listade i Catalogue of Life.
Denna orm förekommer i med två från varandra skilda populationer i östra Brasilien i delstaterna Bahia och Goiás. Arten lever i savannlandskapet Cerradon och i Atlantskogen. Den vistas på marken och har ödlor som föda. Det största exemplaret var 708 mm lång. Honor lägger ägg.
För beståndet är inga hot kända. Siphlophis leucocephalus är sällsynt men utbredningsområdet är stort. IUCN kategoriserar arten globalt som livskraftig.